# Mikawa Gun’ichi

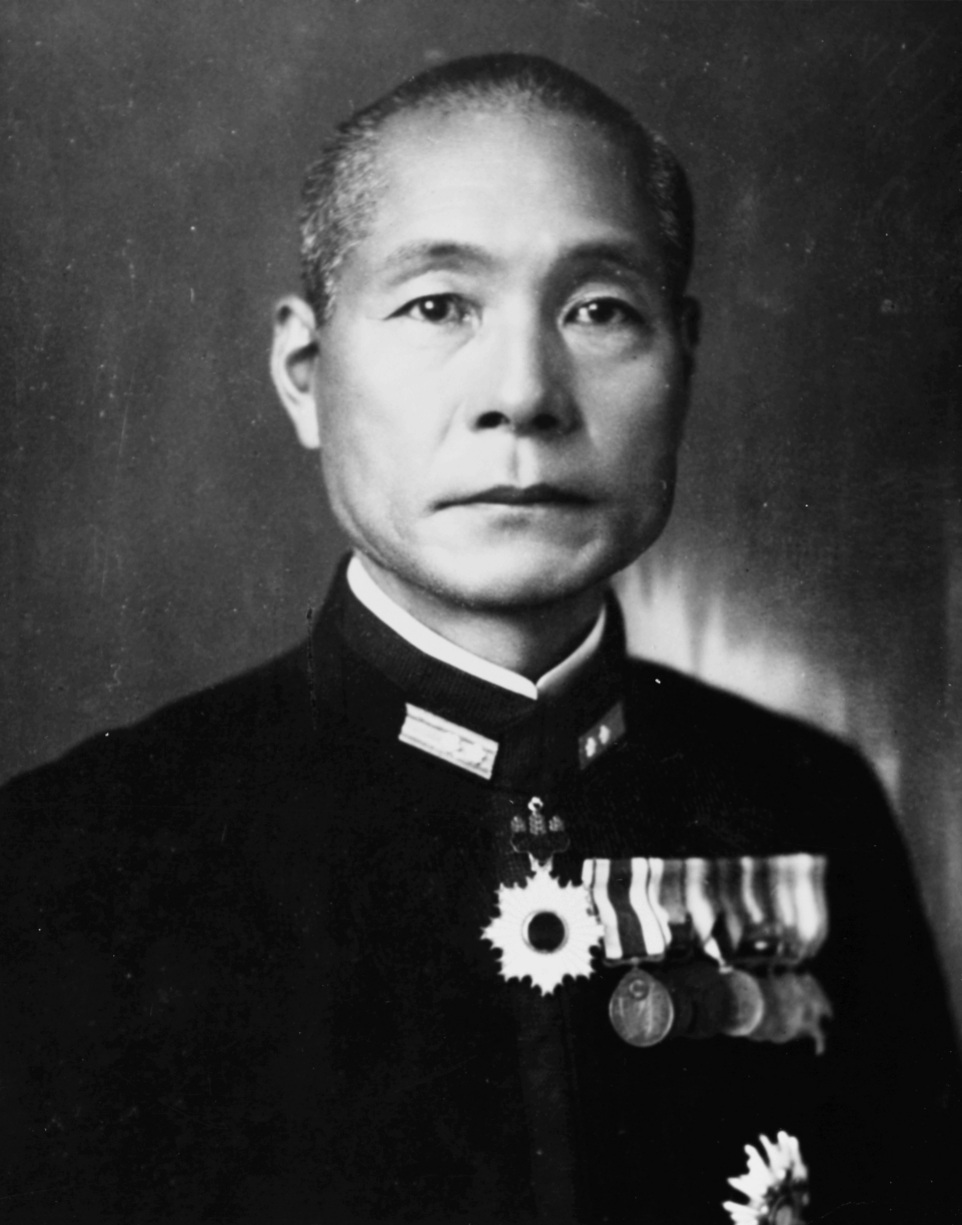
Vizeadmiral Mikawa Gunichi

Mikawa Gun’ichi (jap. 三川 軍一; * 29. August 1888; † 25. Februar 1981) war ein Vizeadmiral der Kaiserlich Japanischen Marine.

## Leben
Mikawa absolvierte bis 1910 die japanische Marineakademie und schloss mit seiner Graduierung ab. Nach einigen Dienstjahren auf verschiedenen Kreuzern und Schlachtschiffen besuchte er zwischen 1913 und 1914 die Schule für Torpedo- und Schusstechnik der Marine.
1914 fuhr er auf einem Kreuzer Einsätze während des Ersten Weltkriegs, die ihn auch in die Republik China führten. Danach hatte er weitere Einsätze auf einem Zerstörer und einem Transportschiff, unterbrochen von Studien auf der Marinehochschule.
Nach Kriegsende gehörte Leutnant Mikawa zwischen 1919 und 1920 der japanischen Delegation auf der Pariser Friedenskonferenz in Frankreich an. In den 1920er Jahren diente Mikawa als Navigationsoffizier auf verschiedenen Schiffen und als Ausbilder auf der japanischen Torpedoschule. 1930 nahm er als Delegationsmitglied der Japaner an der Londoner Marineabrüstungskonferenz teil. Kurz darauf wurde er Marineattaché in Paris.
In den 1930er Jahren fuhr Mikawa im Rang eines Kapitäns als Kommandant auf zwei schweren Kreuzern und einem Schlachtschiff. 1936 wurde er zum Konteradmiral befördert und bekam als Stabschef das Kommando über die japanische Zweite Flotte. Er arbeitete im imperialen Hauptquartier und kommandierte danach kurz hintereinander ein Kreuzer- und ein Schlachtschiffgeschwader.
Der Dienst als Schwadronenführer dauerte bis zum Juli 1942. Mikawa war mittlerweile zum Vizeadmiral befördert worden. Nun wurde ihm die japanische 8. Flotte im Zentral- und Südpazifik zugeteilt. Am 9. August 1942 führte er einen erfolgreichen Schlag gegen die amerikanischen Geleitschiffe in der Schlacht vor Savo Island. Obwohl damit die Eskorte der Transport- und Nachschubschiffe vor Guadalcanal vernichtet war, zog sich Mikawa anschließend zurück, ohne diese anzugreifen.
Bis 1943 führte Mikawa die 8. Flotte durch die langen Kämpfe zur Rückgewinnung von Guadalcanal und zur Verteidigung von Neuguinea. Anschließend kommandierte er ab dem 18. Juni 1944 die japanische Südwestflotte während der Kämpfe um die Philippinen. Sein sich verschlechternder Gesundheitszustand  zwang ihn aber schon am 1. November des gleichen Jahres das Kommando über die Südwestflotte aufzugeben. Sein Nachfolger wurde Vizeadmiral Okochi Denshichi.
Mikawa Gun’ichi beendete seinen aktiven Dienst in der japanischen Marine im Mai 1945. Er starb im Jahr 1981.